# Sancourt, Nord
 Sancourt là một xã ở tỉnh Nord ở miền bắc nước Pháp. Xã này có diện tích 3,88 kilômét vuông, dân số năm 1999 là 218 người. Xã nằm ở khu vực có độ cao trung bình 57 mét trên mực nước biển. 